# Sonic Boom (televisieserie)
Sonic Boom is een Amerikaans-Franse animatieserie gebaseerd op de Sonic the Hedgehog-videospellenserie. Het is het vervolg op de Japanse animeserie Sonic X uit 2003. De serie ging in de Verenigde Staten van start op Cartoon Network op 8 november 2014 en in Frankrijk op zowel Canal J als Gulli op 19 november van dat jaar. In Nederland ging de serie van start op Nickelodeon op 5 maart 2016.

## Rolverdeling
| Personage            | Engelse stemacteur    | Franse stemacteur      | Nederlandse stemacteur |
| -------------------- | --------------------- | ---------------------- | ---------------------- |
| Sonic the Hedgehog   | Roger Craig Smith     | Alexandre Gilet        | Joey Schalker          |
| Miles "Tails" Prower | Colleen O'Shaughnessy | Marie-Eugénie Maréchal | Christa Lips           |
| Amy Rose             | Cindy Robinson        | Naïke Fauveau          | Nicoline van Doorn     |
| Knuckles the Echidna | Travis Willingham     | Sébastien Desjours     | Jelle Amersfoort       |
| Sticks the Badger    | Nika Futterman        | Claire Morin           | Marlies Somers         |
| Dr. Eggman           | Mike Pollock          | Marc Bretonnière       | Wiebe-Pier Cnossen     |
| Shadow the Hedgehog  | Kirk Thornton         | Benoit Dupac           | Victor van Swaay       |
| Gogoba Baas          | Wally Wingert         | Gilbert Lévy           | Ruud Drupsteen         |

## Afleveringen

### Seizoen 1
1. The Sidekick
2. Can an Evil Genius Crash on Your Couch for a Few Days ?
3. Translate This
4. Buster
5. My Fair Sticksy
6. Fortress of Squalitude
7. Double Doomsday
8. Eggheads
9. Guilt Tripping
10. Dude, Where's My Eggman ?
11. Cowbot
12. Circus of Plunders
13. Unlucky Knuckles
14. The Meteor
15. Aim Low
16. How to Succeed in Evil Without Really Trying
17. Don't Judge Me
18. Dr. Eggman's Tomato Sauce
19. Sole Power
20. Hedgehog Day
21. Sleeping Giant
22. The Curse of Buddy Buddy Temple
23. Let's Play Musical Friends
24. Late Fees
25. Into the Wilderness
26. Eggman Unplugged
27. Chez Amy
28. Blue with Envy
29. Curse of the Cross Eyed Moose
30. Chili Dog Day Afternoon
31. Closed Door Policy
32. Mayor Knuckles
33. Eggman the Auteur
34. Just a Guy
35. Two Good to Be True
36. Beyond the Valley of the Cubots
37. Next Top Villain
38. New Year's Retribution
39. Battle of the Boy Bands
40. Tails' Crush
41. Bro-Down Showdown
42. Late Night Wars
43. Fire in a Crowded Workshop
44. It Wasn't Me, It Was the One-Armed Hedgehog
45. Robot Battle Royale
46. No Robots Allowed
47. Fuzzy Puppy Buddies
48. Designated Heroes
49. Role Models
50. Cabin Fever
51. Counter Productive
52. It Takes a Village to Defeat a Hedgehog

### Seizoen 2
1. Tommy Thunder: Method Actor
2. Spacemageddonocalypse
3. Nutwork
4. Alone Again, Unnaturally
5. The Biggest Fan
6. Anything You Can Do, I Can Do Worse-er
7. I Can Sea Sonic's Fear from Here
8. In the Midnight Hour
9. Multi-Tails
10. Strike !
11. The Evil Dr. Orbot
12. Knuck Knuck ! Who's Here ?
13. Mech Suits Me
14. FiendBot
15. Og Man Out
16. Knine-to-Five Knuckles
17. Blackout
18. Unnamed Episode
19. Robot Employees
20. Give Bees a Chance
21. Mombot
22. Muckfoot
23. Nominatus Rising
24. Eggman's Brother
25. Do Not Disturb
26. Robots from the Sky: Part 1
27. Robots from the Sky: Part 2
28. Robots from the Sky: Part 3
29. Robots from the Sky: Part 4
30. Flea-ing from Trouble
31. Lightning Bowler Society
32. Planes, Trains and Dude-Mobiles
33. Sticks and Amy's Excellent Staycation
34. Inn Sanity
35. Mister Eggman
36. The Haunted Lair
37. Return of the Buddy Buddy Temple of Doom
38. Eggman's Anti Gravity Ray
39. Victory
40. Three Men and My Baby !
41. Where Have All the Sonics Gone ?
42. If You Build It They Will Race
43. Chain Letter
44. Vector Detector
45. Three Minutes or Less
46. Lair on Lockdown
47. You and I Bee-come One
48. Don't Make Me Angry
49. Eggman Family Vacation
50. Return to Beyond the Valley of the Cubots
51. Eggman: The Video Game: Part 1
52. Eggman: The Video Game: Part 2: The End of the World